# Carugate
Carugate é uma comuna italiana da região da Lombardia, província de Milão, com cerca de 12.559 habitantes. Estende-se por uma área de 5 km², tendo uma densidade populacional de 2512 hab/km². Faz fronteira com Agrate Brianza, Caponago, Brugherio, Pessano con Bornago, Bussero, Cernusco sul Naviglio.

## Demografia
| Variação demográfica do município entre 1861 e 2011                               |
|                                                                                   |
| Fonte: Istituto Nazionale di Statistica (ISTAT) - Elaboração gráfica da Wikipedia |